# Rohan Davey
(en) Statistiques sur pro-football-reference
Rohan St. Patrick Davey, né le 14 avril 1978 à Clarendon, est un joueur américano-jamaïcain de football américain.

## Biographie

### Enfance
Davey fait ses études à la Miami Lakes High School de Miami Lakes en Floride et joue dans l'équipe de football américain du lycée, décrochant deux sélections dans l'équipe de Floride et deux dans la sélection des meilleurs joueurs du Comté de Miami-Dade. Sur ses deux dernières saisons, il permet aux siens de parcourir 4 500 yards, évoluant aussi bien comme quarterback que comme running back.

### Carrière

#### Université
Après une première année comme redshirt, Davey entre dans la rotation des quarterback en 1998, se trouvant en troisième position derrière Herb Tyler et Craig Nall. En 1999, il devient second au poste et se montre notamment contre l'université de l'Arkansas où il délivre dix passes réussies sur douze pour 224 yards et trois touchdowns à la passe. Après une rupture des ligaments croisés en février 2000, Davey revient à l'entraînement en août, toujours comme remplaçant, et ponctuant sa saison avec une apparition remarquée lors du Peach Bowl face aux Yellow Jackets de Georgia Tech, trouvant trois passes pour touchdown dans une victoire finale 28-14.
Davey est défini comme le titulaire de LSU en 2001 et permet à l'université de remporter son premier titre de champion de la Southeastern Conference depuis 1986, battant le record de la faculté sur les yards parcourus à la passe avec 3 347 yards et dix-huit touchdowns, devenant l'unique quarterback à lancer pour plus de 3 000 yards à LSU. Le jamaïcain remporte le titre de MVP du Sugar Bowl 2001 décroché par les Tigers et reçoit les honneurs de la deuxième équipe de l'année pour la conférence SEC.

#### Professionnel
Rohand Davey est sélectionné au quatrième tour de la draft 2002 de la NFL par les Patriots de la Nouvelle-Angleterre au 117e choix. Pendant deux ans, il est cantonné au poste de remplaçant dans la rotation des Patriots et doit attendre d'être envoyé en NFL Europe, chez le Thunder de Berlin, pour se révéler, remportant le titre de meilleur joueur offensif de la saison 2004 ainsi que le World Bowl XII contre la Galaxy de Francfort,. Sur cette saison, il lance dix-neuf passes pour touchdown.
Revenu chez les Patriots, il reste remplaçant en 2004 et est résilié avant le début de la saison 2005 avec Cedric Cobbs et Dexter Reid. Recruté pour une saison par les Cardinals de l'Arizona, il ne joue finalement aucune rencontre avec cette franchise,.
Après sa carrière en NFL, Davey se tourne vers l'arena football, ou football américain en salle, et joue en Arena Football League avec les Dragons de New York puis les Gladiators de Cleveland. Après une pause de cinq ans, il est appelé par les Talons de San Antonio et termine sa carrière en 2013.